# Sentier de grande randonnée M1
 (janvier 2021).
Si vous disposez d'ouvrages ou d'articles de référence ou si vous connaissez des sites web de qualité traitant du thème abordé ici, merci de compléter l'article en donnant les références utiles à sa vérifiabilité et en les liant à la section « Notes et références ».
Le sentier de grande randonnée M1 (GR M1) est un sentier de grande randonnée de France. Il se trouve en Martinique et traverse le nord de l'île.

## Itinéraire
Il relie d’abord le Prêcheur à Grand'Rivière par l'Anse Couleuvre et le cap Saint-Martin, puis fait l'ascension de la montagne Pelée, jusqu’au deuxième refuge (1 248 m) par le morne Macouba (1 300 m), redescend par le premier refuge puis par les gorges de la Falaise sur l'Ajoupa-Bouillon, se dirige vers le Morne Jacob pour contourner les pitons du Carbet par l'ouest via le col Yang Ting (506 m) et Fonds-Saint-Denis et se termine à l’ancienne station thermale d'Absalon au-dessus de Balata.